# Sentenhart
Sentenhart is een plaats in de Duitse gemeente Wald (Hohenzollern), deelstaat Baden-Württemberg, en telt 353 inwoners (2008).